# Hard Candy Fitness
Hard Candy Fitness es una serie de gimnasios que son una asociación entre la cantante Madonna, su mánager Guy Oseary y Mark Mastrov, el fundador y consejero delegado de 24 Hour Fitness. Fue fundado en 2010 en Ciudad de México tras el gran éxito se expandió a Moscú, San Petersburgo, Sídney, Santiago, Berlín y Toronto. En 2012, Madonna lanzó una series de DVD, titulada Addicted to Sweat, en asociación con su entrenador personal, Nicole Winhoffer. El lema de la compañía es "Harder is Better" y el nombre de la empresa es una referencia al nombre del álbum de estudio de la cantante del año 2008, titulado Hard Candy.

## Historia
Los gimnasios se fundaron en 2010 y por una asociación entre Madonna, su mánager Guy Oseary y New Evolution Ventures (NEV). Una primera reunión entre Mark Mastrov (Detrás de 24 Hour Fitness y NEV) y Oseary se llevó a cabo a principios de 2008. Con Mastrov compañero Jim Rowley de NEV, Craig Pepin-Donat, vicepresidente de marketing y desarrollo, junto con Madonna y Oseary, se creó la empresa.
El primer club abrió sus puertas en la Ciudad de México en noviembre de 2010 con la visita de Madonna al gimnasio el día 29 para el lanzamiento oficial. Desde entonces, la compañía ha abierto clubes en Rusia, Australia y Chile. En enero de 2013, se anunció que el sexto gimnasio se abriría en Roma, Italia en mayo. En junio de 2013, se anunció que el séptimo club de fitness se inaugurara en Berlín, Alemania, en septiembre. Pero fue propuesto para octubre de 2013, con una visita de Madonna y una clase dirigida por ella, ya la primera semana de servicio se dio a conocer que ya había más de mil suscripciones. El 1 de noviembre de 2013 se inaugura en Toronto, Canadá el octavo gimnasio.

## Addicted to Sweet
La empresa comenzó la venta de DVD llamados Addicted to Sweat, en 2012. Estos cuentan con los programas exclusivos creados por Madonna y demostrados por su entrenadora personal Nicole Winhoffer. Los vídeos están disponibles solo en los gimnasios.
- Volumen 1 – Dance: Get Sweat – Estructurado como una clase de baile, Winhoffer hace los pasos al estilo tutorial.
- Volumen 2 – Jaw Breaker Towel: Slippery When Wet – Un entrenamiento de cuerpo entero que se dirige a todos los músculos durante un corto tiempo, la rutina intensa presta especial atención a los abdominales, el núcleo, los brazos, el pecho y la espalda.
- Volumen 3 – Dance: Wet, Wet, Wild – Parecido al volumen 1, pero con mayor diversidad de movimientos que aumentan el poder del entrenamiento.
- Volumen 4 – Jaw Breaker Chair: Dripping Wet – Entrenamiento en el suelo, destinado a esculpir, tonificar y tensar el cuerpo entero.

## Locaciones
- México, 2010
- Moscú, 2011
- San Petersburgo, 2011
- Sídney, 2012
- Santiago, 2012
- Roma, 2013
- Berlín, 2013
- Toronto, 2014